# Maria-corruíra
A maria-corruíra (Euscarthmus rufomarginatus) é uma ave da ordem Passeriformes, família Tyrannidae.
É considerada praticamente extinta no estado de São Paulo.